# Alice i Underlandet (film, 1951)
Alice i Underlandet (engelska: Alice in Wonderland) är en amerikansk animerad långfilm från 1951 från Walt Disney Productions, baserad på barnboken med samma namn av Lewis Carroll.

## Handling
Flickan Alice flyr från sin trista tillvaro ovan land när hon på jakt efter en springande vit kanin kryper in i ett litet hål och hamnar i Underlandet. Där stöter hon på många roliga och tokiga varelser. Här är allt som det inte brukar vara annars i Alices liv, förvirrat och oroligt.

## Om filmen
Filmen är baserad på två romaner av Lewis Carroll, Alice i Underlandet och dess uppföljare Alice i Spegellandet.

## Rollista
| Figur                        | Originalröst      | Svensk originalröst (1951)  | Svensk omdubb (1998) |
| ---------------------------- | ----------------- | --------------------------- | -------------------- |
| Alice                        | Kathryn Beaumont  | Maj-Britt Nilsson           | Sanna Nielsen        |
| Alices syster                | Heather Angel     | Fylgia Zadig                | Marie Kühler-Flack   |
| Ödlan Bill                   | Larry Grey        | Sven Lindberg               | Anders Öjebo         |
| Dodo                         | Bill Thompson     | Sigge Fürst                 | Ulf Källvik          |
| Drottningen, "Hjärter Dam"   | Verna Felton      | Anna-Lisa Baude             | Iwa Boman            |
| Dörrhandtaget                | Joseph Kearns     | Folke Rydberg               | Anders Öjebo         |
| Hasselmusen, "Sjusovarmusen" | James MacDonald   | Ulla Waller                 | Anders Öjebo         |
| Hattmakaren                  | Ed Wynn           | Tord Stål                   | Thomas Oredsson      |
| Kungen, "Hjärter Kung"       | Dink Trout        | Tord Stål                   | Andreas Nilsson      |
| Larven                       | Richard Haydn     | Kjell Stensson              | Ulf Källvik          |
| Påskharen                    | Jerry Colonna     | Karl-Arne Holmsten          | Hasse Andersson      |
| Smilkatten, "Filurkatten"    | Sterling Holloway | Sven Arefeldt               | Roger Storm          |
| Snickaren, "Timmermannen"    | J. Pat O'Malley   | Eskil Eckert-Lundin         | Eric Donell          |
| Tweedledee                   | J. Pat O'Malley   | Bertil Perrolf              | Anders Öjebo         |
| Tweedledum                   | J. Pat O'Malley   | Bo-Teddy Ladberg            | Anders Öjebo         |
| Valrossen                    | J. Pat O'Malley   | Folke Rydberg               | Anders Öjebo         |
| Vita kaninen                 | Bill Thompson     | Wiktor "Kulörten" Andersson | Hans Lindgren        |

## Musik
Musiken till filmen skrevs av flera olika kompositörer och textförfattare men huvuddelen av filmmusiken är komponerad av Oliver Wallace medan de flesta av sångerna är skrivna av låtskrivarparet Sammy Fain & Bob Hilliard. Oliver Wallace hade tidigare bland annat komponerat musik till Disneyfilmerna Dumbo och Askungen.

### Walt Disney's Alice In Wonderland

#### Låtlista
| Nr  | Titel | Kompositör                                              | Artist                                                                        | Längd |
| --- | --- | ------------------------------------------------------- | ----------------------------------------------------------------------------- | ----- |
| 1.  | Main Title (Alice In Wonderland) | Sammy Fain, Bob Hilliard                                | The Jud Conlon Chorus                                                         | 2:33  |
| 2.  | Pay Attention/In A World Of My Own | Fain, Hilliard                                          | Kathryn Beaumont                                                              | 2:12  |
| 3.  | I'm Late | Fain, Hilliard                                          | Bill Thompson                                                                 | 0:42  |
| 4.  | Curiosity Leads To Trouble/Simply Impassable | Oliver Wallace                                          | Oliver Wallace                                                                | 4:04  |
| 5.  | The Sailor's Hornpipe/The Caucus Race | Fain, Hilliard                                          | Bill Thompson, The Rhythmaires, The Jud Conlon Chorus                         | 2:27  |
| 6.  | We're Not Waxworks | Wallace                                                 | Oliver Wallace                                                                | 0:25  |
| 7.  | How D'Ye Do And Shake Hands/Curious? | Wallace, Cy Coben                                       | J. Pat O'Malley                                                               | 0:55  |
| 8.  | The Walrus And The Carpenter | Fain, Hilliard                                          | J. Pat O'Malley                                                               | 5:05  |
| 9.  | Old Father William | Wallace                                                 | J. Pat O'Malley                                                               | 0:23  |
| 10. | Mary Ann!/A Lizard With A Ladder/We'll Smoke The Blighter Out                                                                                              | Wallace, Ted Sears, Winston Hibler                      | Bill Thompson                                                                 | 2:42  |
| 11. | The Garden/All In The Golden Afternoon | Fain, Hilliard                                          | Kathryn Beaumont                                                              | 3:39  |
| 12. | What Genus Are You? | Wallace                                                 | Oliver Wallace                                                                | 1:14  |
| 13. | A-E-I-O-U (The Caterpillar Song)/Who R U/How Doth The Little Crocodile/Keep Your Temper                                                                    | Wallace                                                 | Richard Haydn                                                                 | 4:34  |
| 14. | A Serpent! | Wallace                                                 | Oliver Wallace                                                                | 1:09  |
| 15. | Alone Again/'Twas Brillig/Lose Something | Don Raye, Gene de Paul                                  | Sterling Holloway                                                             | 2:30  |
| 16. | The Mad Tea Party/The Unbirthday Song/Twinkle Twinkle/Clean Cup Move Down/Mad Watch                                                                        | Al Hoffman, Jerry Livingston, Mack David, Lewis Carroll | Ed Wynn, Jerry Colonna, James MacDonald, Kathryn Beaumont                     | 4:31  |
| 17. | The Tulgey Wood | Wallace                                                 | Oliver Wallace                                                                | 2:02  |
| 18. | Very Good Advice | Fain, Hilliard                                          | Kathryn Beaumont                                                              | 2:09  |
| 19. | Whom Did You Expect | Wallace                                                 | Oliver Wallace                                                                | 0:53  |
| 20. | Painting The Roses Red/March Of The Cards | Fain, Hilliard                                          | The Mello Men, Kathryn Beaumont                                               | 2:48  |
| 21. | The Queen Of Hearts/Who's Been Painting My Roses Red? | Fain, Hilliard                                          | Verna Felton                                                                  | 1:22  |
| 22. | A Little Girl/Let The Game Begin/I Warn You Child | Wallace                                                 | Oliver Wallace                                                                | 1:27  |
| 23. | The Trial/The Unbirthday Song (Reprise)/Rule 42/Off With Her Head/The Caucus Race (Reprise)/Please Wake Up Alice/Time For Tea/Finale (Alice In Wonderland) | Hoffman, Livingston, David, Fain, Hilliard              | Ed Wynn, Jerry Colonna, Kathryn Beaumont, Verna Felton, The Jud Conlon Chorus | 5:58  |

## Svenska premiärer
- Svensk biopremiär – 26 december 1951
- Hyrvideopremiär – 1985
- Köpvideopremiär – 1990
- Nypremiär på video med nytt dialogspår– mars 1998
- Premiär på DVD – februari 1999
- Nypremiär på DVD – 13 februari 2002
- Nypremiär på video – 9 april 2003
- Nypremiär på DVD – 23 februari 2005
- Nypremiär på DVD, samt premiär på Blu-ray – 9 februari 2011[7]

## Filmteam
- Ljudregissör: C.O. Slyfield
- Ljudingenjörer: Robert O. Cook, Harold J. Steck
- Filmklippare: Lloyd Richardson
- Musikklippare: Al Teeter
- Specialarrangör: Ub Iwerks
- Musikalisk ledning av: Oliver Wallace
- Sånger av: Bob Hilliard, Sammy Fain, Don Raye, Gene De Paul, Mack David, Jerry Livingston, Al Hoffman
- Orkestrering: Joseph Dubin
- Sångarrangemang: Jud Conlon
- Manuskript: Milt Banta, Del Connell, William Cottrell, Joe Grant, Winston Hibler, Dick Huemer, Dick Kelsey, Tom Oreb, Bill Peet, Erdman Penner, Joe Rinaldi, Ted Sears, John Walbridge
- Layout: Mac Stewart, Tom Codrick, Charles Philippi, A. Kendall O'Connor, Hugh Hennesy, Don Griffith, Thor Putnam, Lance Nolley
- Konstnärliga rådgivare: Mary Blair, John Hench, Claude Coats, Ken Anderson, Don Da Gradi
- Fonddekorationer: Ray Huffine, Ralph Hulett, Art Riley, Brice Mark, Dick Anthony, Thelma Witmer
- Chefstecknare: Milt Kahl, Ward Kimball, Frank Thomas, Eric Larson, John Lounsbery, Ollie Johnston, Wolfgang Reitherman, Marc Davis, Les Clark, Norm Ferguson
- Tecknare: Hal King, Don Lusk, Judge Whitaker, Cliff Nordberg, Hal Ambro, Harvey Toombs, Bill Justice, Fred Moore, Phil Duncan, Marvin Wodward, Bob Carlson, Hugh Fraser, Charles Nicholas
- Tricktecknare: Josh Meador, George Rowley, Dan MacManus, Blaine Gibson
- Regissörer: Clyde Geronimi, Hamilton Luske, Wilfred Jackson
- Produktionsledning: Ben Sharpsteen
- Svensk inspelning vid: SF-Ateljéerna
- Regi: Per-Axel Branner
- Översättning: Gardar Sahlberg
- Musikalisk ledning: E. Eckert-Lundin